# Звучна ретрофлексна приблизителна съгласна
Звучната ретрофлексна приблизителна съгласна е вид съгласен звук, използван в някои говорими езици. В Международната фонетична азбука той се отбелязва със символа ɻ. Има далечно сходство с българския звук, обозначаван със „р“, но учленяван без трептене на езика и си изнасянето му в по-задно положение.
Звучната ретрофлексна приблизителна съгласна се използва в езици като пущунски (سوړ‎, [soɻ]) и тамилски (தமிழ், [t̪əˈmɨɻ]).